# Vinko Hrastelj
Vinko Hrastelj, slovenski igralec, * 22. januar 1940, Ženje, † 18. oktober 1971, Ljubljana.
Hrastelj je študiral dramsko igro na AGRFT v Ljubljani, kjer je tudi diplomiral. Kot obetaven gledališki igralec je igral tudi v filmih. Kratko življenjsko pot je končal s samomorom.
Njegova nečakinja Stanka Hrastelj mu je posvetila roman Igranje.

## Vloge v celovečernih filmih
- Zgodba, ki je ni (1967)
- Grajski biki (1967)
- Sončni krik (1968)
- Sedmina (1969)